# CRAAP測試
CRAAP測試（英語：CRAAP test）為檢驗來源文本品質的批判性閱讀方法，指標有時效性（Currency）、關聯性（Relevance）、權威性（Authority）、準確性（Accuracy）和目的性（Purpose）。
這個方法是由美國加州州立大學奇科分校的Sarah Blakeslee於2004年帶領她的圖書館團隊所開發：她在其教導如何判斷來源的生涯中，發現自己常常記不住有哪些判斷來源的準則，從而希望找出讓大家都能朗朗上口的口號，以方便教導其學生如何判斷來源的可靠性。Blakeslee最後想到以「CRAAP」的縮寫記憶這些判準。

## 延伸閱讀
- Supiano, Beckie. . 國家教育研究院. 由林怡婷翻译. 駐波士頓台北經濟文化辦事處教育組.   [2025-07-31] （中文（繁體））.
- 傅宓慧. . 媒體素養教育資源網. 中華民國教育部.   [2025-07-31] （中文（繁體））.